# Diego Suárez (Fussballspieler)
Diego Suárez, vollständiger Name Diego Samuel Suárez Díaz, (* 23. Juni 1992 in Salto) ist ein uruguayischer ehemaliger Fußballspieler.

## Karriere
Der 1,80 Meter große, seit seiner Kindheit „Dibu“ genannte Stürmer Suárez ist der jüngste von vier im Profifußball tätigen Brüdern, zu denen neben dem uruguayischen Fußballnationalspieler Luis Suárez die Fußballspieler Paolo Suárez und Maximiliano Suárez zählen. Ab seinem ersten Lebensjahr wuchs der im norduruguayischen Salto geborene Suárez in Montevideo im Barrio La Comercial auf. Er spielte in den Nachwuchsmannschaften von Nacional Montevideo bis zur Cuarta División. Anschließend schloss er sich für ein Jahr Central Español an. Von dort führte ihn sein Weg nach Chile zu Deportes La Serena. Nach dieser glücklosen Station im Ausland kehrte er Anfang 2012 zu Central Español zurück. Zu Saisonbeginn 2012/13 war er dann zunächst vereinslos und arbeitete in der Bäckerei der Familie. Er unterzeichnete aber schließlich noch im selben Jahr beim Zweitligisten Villa Teresa einen neuen Vertrag. In der Folgespielzeit 2013/14 wurde er dort dreimal in der Segunda División eingesetzt. Ein Tor erzielte er dabei nicht. Ende Januar 2014 wechselte er zum seinerzeitigen uruguayischen Erstligisten Miramar Misiones. In der restlichen Saison 2013/14 wurde er dort in der Primera División allerdings nicht eingesetzt. Am Saisonende belegte er mit seinem Team in der Jahresgesamttabelle den 16. Platz. Dies bedeutete den Abstieg in die Segunda División. Ende Juli 2014 schloss er sich dem Zweitligisten Huracán FC an. In der Spielzeit 2014/15 lief er beim Klub aus dem Barrio Paso de la Arena sechsmal in der Liga auf und schoss ein Tor. Während der Apertura 2015 wird über keine weiteren Einsätze berichtet. Im Januar 2016 wechselte er innerhalb der Liga zum Club Oriental de Football und bestritt in der anschließenden Clausura fünf Ligaspiele (kein Tor). Danach war die Karriere zu Ende.